# Bijnierschorsinsufficiëntie
Bijnierschorsinsufficiëntie is een aandoening waarbij de bijnieren, organen die zich bevinden boven op de nieren, geen of onvoldoende hoeveelheden van de corticosteroïden hormonen produceren, vooral het stresshormoon cortisol, maar ook de aldosteronproductie (een mineralocorticoïd) dat de natrium- , kalium- en waterretentie regelt, kan verstoord zijn. Zucht naar zout of zoute gerechten als gevolg van het verlies van natrium in de urine door een tekort aan aldosteron is gebruikelijk.
Een verwante term, bijniervermoeidheid, wordt niet erkend door de medische wetenschap. Die term wordt toegepast voor een aantal niet-specifieke symptomen, zoals pijn in het lichaam, vermoeidheid, nervositeit, slaapstoornissen en problemen met de spijsvertering. De term duikt vaak op in populaire boeken over gezondheid en websites over alternatieve geneeswijzen, maar is geen aanvaarde medische diagnose.
De ziekte van Addison, het adrenogenitaal syndroom en het syndroom van Cushing kunnen zich manifesteren als bijnierschorsinsufficiëntie. Als deze aandoening niet behandeld wordt, kan ze leiden tot ernstige buikpijn, diarree, braken, ernstige spierzwakte en vermoeidheid, depressie, extreem lage bloeddruk (hypotensie), gewichtsverlies, nierfalen, veranderingen in stemming en persoonlijkheid, 'brain fog' en shock (bijnier crisis ). Een acute bijnierschorsinsufficiëntie (addisoncrisis) komt vaak voor als het lichaam wordt blootgesteld aan een vorm van stress, zoals bij een ongeval, letsel, een operatie, ernstige infectie en/of koorts of een acute stresssituatie zoals de dood van een naaste. De dood kan snel volgen. Een addisoncrisis wordt daarom als een medische noodsituatie beschouwd.
Bijnierschorsinsufficiëntie kan ook optreden wanneer de hypothalamus en de hypofyse, beide gelegen in de basis van de schedel, onvoldoende hoeveelheden hormonen produceren die nodig zijn bij de regulering van de bijnierfunctie. Dit is de zogenaamde secundaire bijnierschorsinsufficiëntie en wordt veroorzaakt door een gebrek aan de productie van ACTH in de hypofyse of het ontbreken van CRH in de hypothalamus.

## Soorten
Er zijn drie types van bijnierschorsinsufficiëntie.
- Primaire bijnierschorsinsufficiëntie als het gevolg van aantasting van de bijnieren. Dit wordt de ziekte van Addison genoemd.
  - 80% is te wijten aan een auto-immuunziekte of auto-immuunadrenalitis.
  - Andere gevallen zijn het gevolg van adrenogenitaal syndroom of een adenoom (goedaardig tumor) van de bijnier.
  - De ziekte wordt idiopathisch genoemd als er geen bekende oorzaak van de bijnierschorsinsufficiëntie is.
- Secundaire bijnierinsufficiëntie wordt veroorzaakt door aantasting van een hypofyse of hypothalamus.[10] Dit kan te wijten zijn aan een adenoom: een hypofysemicroadenoom of een hypothalamustumor; syndroom van Sheehan, dat wordt geassocieerd met een vermindering van alleen de hypofyse; of een verleden hoofdletsel.
- Tertiaire bijnierinsufficiëntie is te wijten aan hypothalamus ziekte en vermindering van corticotropine releasing factor (CRF).[11] Leidse onderzoekers rapporteerden in 2019 dat ongeveer 20% van de chronische opiaatgebruikers last krijgt van een verlaagd cortisolniveau wat ook een tertiaire bijnierinsufficiëntie kan uitlokken.[12]

## Oorzaken
Oorzaken van acute bijnierschorsinsufficiëntie zijn voornamelijk syndroom van Waterhouse-Friderichsen, het plotseling stoppen van een langdurige behandeling met corticosteroïden en stress- bij patiënten met een onderliggende chronische bijnierschorsinsufficiëntie. Het laatste is genoemd kritieke ziekte-gerelateerde corticosteroïde insufficiëntie.
Voor chronische bijnierschorsinsufficiëntie zijn de belangrijkste oorzaken auto-immuunadrenalitis, tuberculose, aids en gemetastaseerde ziekte. Kleine oorzaken van chronische bijnierschorsinsufficiëntie zijn systemische amyloïdose, schimmelinfecties, hemochromatose en sarcoïdose.
Auto-adrenalitis kan deel uitmaken type 2 auto-immuunpolyglandulair syndroom, die ook type 1 diabetes kan veroorzaken, hyperthyreoïdie, auto-immuunschildklierziekte (ook wel bekend als auto-immuunthyreoïditis en de ziekte van Hashimoto). Hypogonadisme en pernicieuze anemie kunnen ook aanwezig zijn met dit syndroom.
Adrenoleukodystrofie kan ook leiden tot bijnierschorsinsufficiëntie.
Bijnierschorsinsufficiëntie kan ook worden veroorzaakt wanneer een patiënt een craniopharyngioma heeft. Dat is een goedaardige tumor die de hypofyse kan beschadigen, waardoor de bijnieren niet functioneren. Dit is een voorbeeld van secundaire bijnierschorsinsufficiëntie.

## Symptomen
De persoon kan symptomen hebben van hypoglykemie, uitdroging, gewichtsverlies en desoriëntatie. Hij of zij ervaart zwakte, vermoeidheid, duizeligheid, een lage bloeddruk die nog verder daalt bij het opstaan (orthostatische hypotensie), spierpijn, misselijkheid, braken en diarree. Deze problemen kunnen zich geleidelijk en sluipend ontwikkelen. De ziekte van Addison kan gepaard gaan met bruinige verkleuring van de huid, fragmentarisch of zelfs over het hele lichaam. Kenmerkende plekken van de bruinige verkleuring zijn de huidplooien (bijvoorbeeld van de handen) en de binnenkant van de wang. Goitre en vitiligo kunnen ook aanwezig zijn.

## Diagnose
Als de persoon zich in een bijniercrisis bevindt, kan de ACTH-stimulatietest worden uitgevoerd. Als dat niet het geval is kan van een bloedmonster, het cortisol, ACTH, aldosteron, renine, kalium en natrium worden bepaald, voordat het besluit wordt genomen of de ACTH-stimulatietest moet worden uitgevoerd. Er kan ook een röntgenfoto of CT van de bijnieren worden gemaakt. De beste test voor bijnierschorsinsufficiëntie van auto-immuunoorsprong, verantwoordelijk voor meer dan tachtig procent van alle gevallen in de westerse bevolking, is het meten van 21-hydroxylaseautoantilichamen.

## Behandeling
- Acute bijnierschorsinsufficiëntie
  - Intraveneuze vloeistof[6]
  - Intraveneuze corticosteroïden (Solu-Cortef/injecteerbare hydrocortison) later hydrocortison, prednison or methylpredisolon tabletten[6]
  - Rust

Cortisol afhankelijkheid (primaire en secondaire)
  - Hydrocortison 15 mg tot 40 mg (gemiddelde dagelijkse dosering 20 tot 30 mg)

LET OP: De hydrocortison dosering moet over de dag worden verdeeld, het meeste bij het ontwaken en de rest in één of twee doses om de normale dagelijkse cyclus na te bootsen.
- - Prednison (Deltason) (7,5 mg)
  - Prednisolon (Delta-Cortef) (7,5 mg)
  - Methylprednisolon (Medrol) (6 mg)
  - Dexamethason (Decadron) (0,25 mg, maar zelden tot 1 mg, hogere doses hebben de neiging om de bijwerkingen te veroorzaken die lijken op de ziekte van Cushing.)

Mineralcorticoid deficiëntie (lage aldosteron)
  - Fludrocortison Acetaat 0 tot 0,4 mg indien nodig (gemiddelde dagelijkse dosering 0,05 tot 0,2 mg)

(Om natrium verlaging, kalium en verhoging en het vasthouden van water balans te houden)

## Eenvoudige diagnostische kaart
| Bron van pathologie      | CRH   | ACTH | DHEA | DHEA-S | Cortisol | Aldosteron | Renine | Na   | K    | Oorzaak |
| ------------------------ | ----- | ---- | ---- | ------ | -------- | ---------- | ------ | ---- | ---- | --- |
| Hypothalamus (tertiair)1 | laag  | laag | laag | laag   | laag3    | laag       | laag   | laag | laag | Tumor van de hypothalamus (adenoom), antilichamen, het milieu (bijvoorbeeld gif), hoofdletsel                                                                                              |
| Hypofyse (secundair)     | hoog2 | laag | laag | laag   | laag3    | laag       | laag   | laag | laag | Tumor van de hypofyse (adenoom), antilichamen, milieu, hoofdletsel, ‘‘’chirurgische verwijdering‘‘’ 6, het syndroom van Sheehan                                                            |
| Bijnierschors (primair)7 | hoog  | hoog | hoog | hoog   | laag4    | laag       | hoog   | laag | hoog | Tumor van de bijnier (adenoom), stress, antilichamen, milieu, ziekte van Addison, trauma, chirurgische verwijdering van de bijnier, aantasting van de bijnier veroorzaakt door tuberculose |

1 Automatisch ook de diagnose van de secundaire (hypopituïtarisme)
2 Alleen als CRH productie in de hypothalamus intact is
3 De waarde verdubbelt of meer in de stimulatie
4 De waarde is kleiner dan een verdubbeling in stimulatie
5 De meest voorkomende, niet alle mogelijke oorzaken
6 Meestal als gevolg van zeer grote tumor (macroadenoma)
7 Inclusief de ziekte van Addison